# Dritte Hand

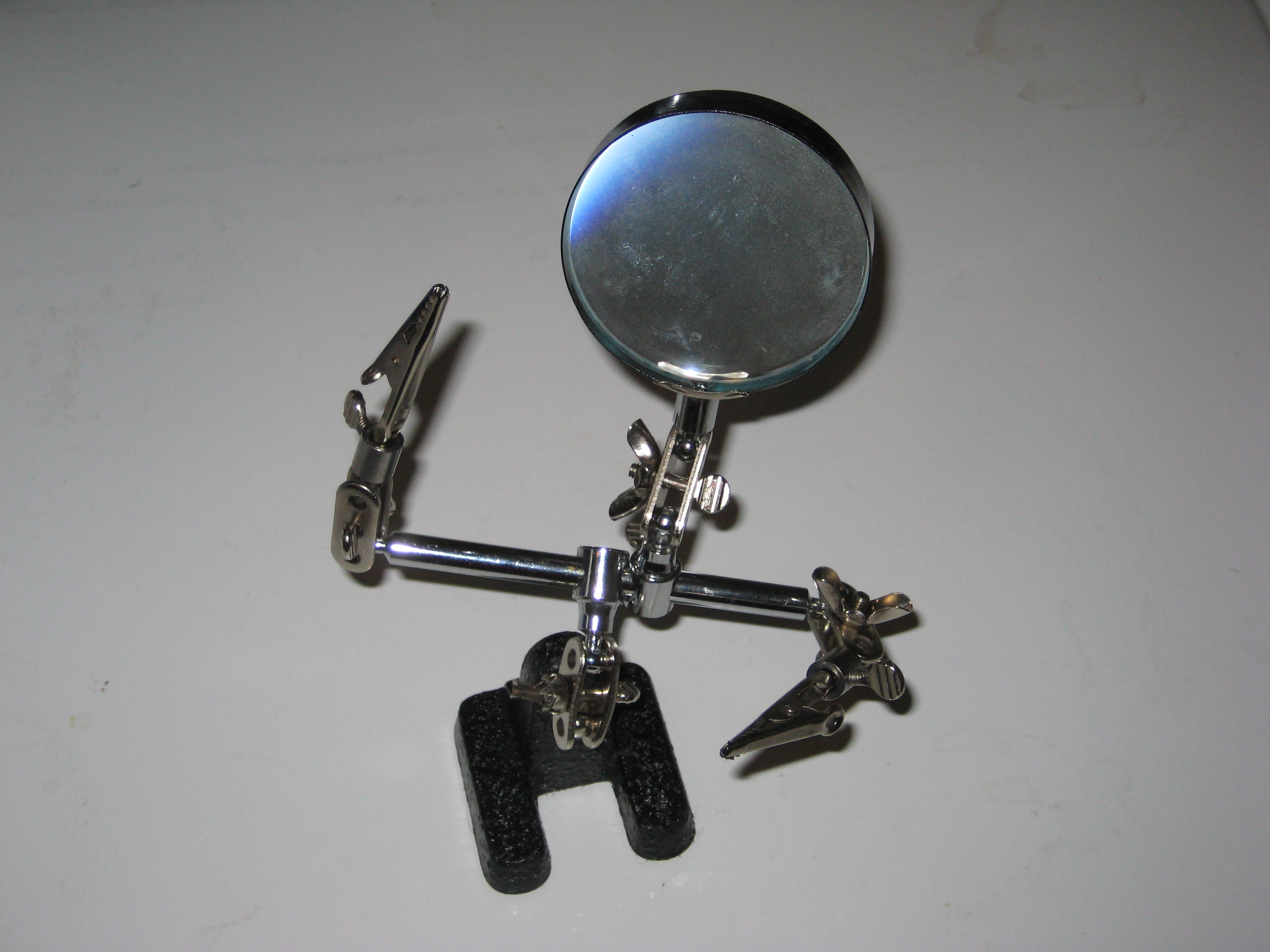
Löthilfe mit Lupe

Eine Dritte Hand dient, zum Beispiel als Löt- oder Montagehilfe, dazu, ein Werkstück mit nur wenigen Handgriffen so zu fixieren, dass anschließend mit beiden Händen an ihm gearbeitet werden kann, etwa in der Feinmechanik, Holzbearbeitung, beim Schweißen oder Löten in der Elektronik.
Die als Löthilfe bekannte „dritte Hand“ (siehe Abb.) besteht dabei aus einem Stativ, an dem mehrere Klemmen montiert sind, die während der Lötarbeiten die Leiterplatte oder andere Gegenstände festhalten. Um genauer arbeiten zu können, ist oft auch noch eine Lupe, ggf. mit zusätzlicher elektrischer Beleuchtung, an dem Gestänge montiert.
Andere als „dritte Hände“ gebräuchliche Werkzeuge sind u. a. die Einhand- und Schnellspannzwinge sowie die Feststellzange.